# Muhlenbergia andina
Muhlenbergia andina es una especie de la familia  Poaceae conocida por el nombre común de foxtail muhly. 

## hábitat
Es nativa del oeste de Norteamérica desde Columbia Británica a California y Texas, donde se le puede encontrar en hábitat de humedales tal como prados húmedos, pantanos y bancos de ríos.

## Descripción
Es una hierba perenne rizomatosa que alcanza una talla de 25 a 85 centímetros. 
La inflorescencia es un racimo denso de ramas apegadas, verticales que llevan las espiguillas pequeñas, con pilosidades sedosas.

## Taxonomía

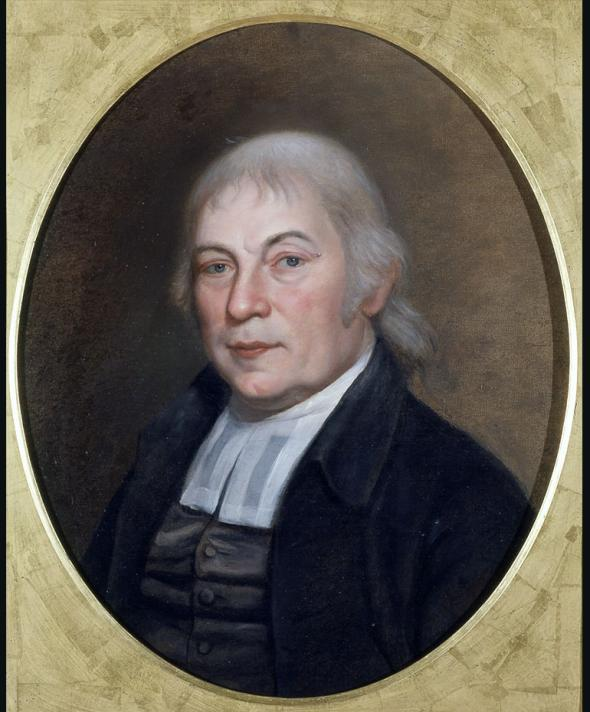
Retrato de Henry Ernest Muhlenberg a quien le dedicaron el género

Muhlenbergia andina fue descrita por (Nutt.) Hitchc. y publicado en Journal of Botany, British and Foreign 66: 141. 1928.
Etimología
Muhlenbergia: nombre genérico que fue otorgado en honor de Henry Ernest Muhlenberg.
andina: epíteto geográfico que alude a su localización en la Cordillera de los Andes.
Sinonimia
- Calamagrostis andina Nutt.
- Muhlenbergia comata (Thurb.) Benth. ex Vasey
- Vaseya comata Thurb. ex A.Gray[2][3]